# Сумах душистый
Сума́х души́стый (лат. Rhus aromática) — небольшой листопадный кустарник родом из Северной Америки, вид рода Сумах (Rhus) семейства Анакардиевые (Anacardiaceae).

## Ботаническое описание
Сумах душистый — невысокий кустарник с пахучей листвой, обычно не превышающий 1,5 м в высоту. Молодые ветки бархатистые, затем гладкие, сероватые, с коричневым или сиреневым оттенком.
Листья очерёдные, рассечённые на 3 сидячих листочка, средний из которых эллиптический или яйцевидный, заострённый к концу и к основанию, до 7 см длиной, а боковые — более мелкие, с закруглённым основанием. Края листочков тупозабчатые. Верхняя поверхность листовых пластинок тёмно-зелёная, бархатистая, затем оголяющаяся, нижняя более бледная, опушённая.
Цветки обоеполые, собраны в плотные колосовидные соцветия, желтоватые. Чашечка из пяти сросшихся в основании яйцевидных чашелистиков. Венчик из пяти эллиптических или яйцевидных лепестков. Тычинки в числе 5, около 1 мм длиной, с прямоугольными пыльниками. Завязь верхняя, конической формы.
Плоды — довольно крупные ярко-красные, оранжевые или желтоватые костянки до 0,9 см в диаметре. Семена почти шаровидные, бледно-оранжевого цвета.
Цветение происходит до появления листьев в марте—мае или одновременно с ним в мае—июне. Плоды появляются в июле—августе.

## Ареал
Сумах душистый в естественных условиях распространён на востоке Северной Америки, от Онтарио и Вермонта на севере до Флориды и Луизианы на юге.

## Использование
Плоды сумаха съедобны, однако не мясисты. Возможно использование для приготовления освежающего напитка. Также сумах выращивается в качестве декоративного растения благодаря ярко-красной осенней окраске листьев.

## Таксономия

### Синонимы
- Betula triphylla Thunb., 1807
- Lobadium amentaceum Raf., 1819
- Lobadium aromaticum (Aiton) Sweet, 1826
- Lobadium fetidum Raf., 1840
- Lobadium rupestre Raf., 1840
- Lobadium suaveolens (Aiton) Raf. ex B.D.Jacks., 1895
- Lobadium trifoliatum Raf., 1824
- Myrica trifoliata Turpin, 1805, nom. illeg.
- Myrica trifoliolata DC., 1825
- Rhus canadensis Marshall, 1785, nom. illeg.
- Rhus canadensis var. illinoensis (Greene) Fernald, 1908
- Rhus canadensis var. serotina (Greene) Steyerm. & E.J.Palmer, 1935
- Rhus illinoensis (Greene) Ashe, 1928
- Rhus suaveolens Aiton, 1789
- Rhus trilobata var. serotina (Greene) F.A.Barkley, 1937
- Schmaltzia aromatica (Aiton) Desv. ex Steud., 1841
- Schmaltzia illinoensis Greene, 1905
- Schmaltzia lasiocarpa Greene, 1905
- Schmaltzia serotina Greene, 1905
- Toxicodendron crenatum Mill., 1768
- Toxicodendron cuneatum K.Koch, 1869
- Turpinia aromatica (Aiton) Raf., 1808
- Turpinia glabra Raf., 1808
- Turpinia pubescens Raf., 1808
- Turpinia suaveolens (Aiton) Raf., 1808